# اللغة السندية
اللغة السندية (سنڌي ٻولي، सिन्धी) هي اللغة التي يتحدث بها الشعب السندي في السند باكستان. اللغة السندية هي اللغة الرسمية لإقليم السند في باكستان. يتحدث بها 41 مليون نسمة في باكستان. و12 مليون نسمة في الهند. اللغة السندية هي إحدى اللغات المعتمدة من قبل الحكومة الفيدرالية في الهند، وهي من اللغات المجدولة في الهند.
اللغة السندية تفرعت من اللغات الهندوآرية وتكتب اللغة السندية بالحروف العربية مضافا إليها نقاط على الحروف العربية لتكوين حروف أخرى ليكتمل النطق باللغة السندية. وتحتوي الأبجدية السندية المكتوبة بالحروف العربية على 52 حرفا.
يتم التحدث باللغة السندية في منطقة السند وأجزاء من بلوشستان والبنجاب بباكستان ، وأجزاء من ولايات راجستان وبنجاب وكجرات بالهند. كما يتحدث بها الأقليات الموجودة في هونغ كونغ وإندونيسيا وسنغافورة والمملكة المتحدة والولايات المتحدة وإيران وسلطنة عمان والإمارات العربية المتحدة.
انتشرت اللغة السندية في الهند خاصة وبقية أنحاء العالم بسبب الهجرة بعد استقلال باكستان والهند عن البريطانيا العظمى عام 1948م حيث ترك هندوس السند موطنهم السند وهاجروا إلى الهند.

## وصلات خارجية
- "Online Sindhi Dictionaries | آن لائين سنڌي ڊڪشنريون". dic.sindhila.edu.pk (بالإنجليزية). Archived from the original on 2019-06-07.